# 아카보리정
아카보리정(일본어: 赤堀町)은 일본 군마현 사와군에 속했던 정이다. 인구는 18,603명, 면적은 24.38km2.이다.
2005년 1월 1일에 구 이세사키 시, 사카이 정, 아즈마 촌과 시정촌 합병을 실시해 이세사키시가 되었기 때문에 소멸하였다.

## 역사
- 1889년 4월 1일 - 사나군 아카보리촌이 성립하였다. 촌사무소는 다이자니시쿠보 지타주쿠 64-5에 설치되었다.
- 1986년 10월 1일 - 정으로 승격해 아카보리정이 되었다.
- 2005년 1월 1일 - 이세사키시, 사와군 아즈마촌, 사카이정과 합병해 이세사키시가 되었다.

## 교통

### 도로
- 기타칸토 자동차도
- 국도 제17호선
- 국도 제50호선